# Hersilia flagellifera
Hersilia flagellifera är en spindelart som beskrevs av Baehr 1993. Hersilia flagellifera ingår i släktet Hersilia och familjen Hersiliidae. Inga underarter finns listade i Catalogue of Life.